# LCH
LCH is een historisch merk van motorfietsen.
De Brit Leonard C. Harfield presenteerde in 1954 een 125cc-wegracemotor, waaraan hij al in 1951 was begonnen. Hij gebruikte onderdelen van andere motorfietsen. De machine had twee bovenliggende nokkenassen en een Albion-versnellingsbak. In 1956 bouwde hij meerdere motorfietsen waarmee hij tot 1960 redelijk succesvol was in wedstrijden. Zijn beste resultaat was de achtste plaats in de TT van Man van 1955.